# 酒石酸氢亚铊
酒石酸氢亚铊是一种酒石酸盐，化学式为TlHC4H4O6，它可以形成无色的正交晶体，空间群P212121，晶胞参数a=7.924，b=11.003，c=7.650 Å。它可由碳酸亚铊和(+)-酒石酸在水溶液中反应得到。它可用作X射线单色器。